# Lino (film)
Pour les articles homonymes, voir Lino.
Pour plus de détails, voir Fiche technique et Distribution.
Lino est un film français réalisé par Jean-Louis Milesi en 2007 et sorti en 2009.

## Fiche technique
- Titre : Lino
- Réalisation : Jean-Louis Milesi
- Producteur : Jan Vasak
- Musique : Arnaud Samuel, Vincent Stora
- Durée : 83 minutes
- Date de sortie : France : 28 janvier 2009
- Pays de production :  France

## Distribution
- Lino Milesi : Lino
- Jean-Louis Milesi : Tirelire
- Jean-Jerome Esposito : Le boxeur
- Ged Marlon : Le comédien
- Serge Riaboukine : Le garagiste
- Aurelie Verillon : L'amie
- Julie Lucazeau : La femme du boxeur
- Yvan Garouel : L'employé des pompes funèbres